# Avenir radieux
Avenir radieux (en islandais Björt framtíð) est un parti politique islandais fondé le 4 février 2012. Il participe à la coalition gouvernementale menée par le Parti de l'indépendance en 2017, mais a perdu ses députés lors des élections législatives de 2017 et n'a pas présenté de liste en 2021.

## Histoire
Guðmundur Steingrímsson, élu député en 2009 au Parlement islandais, l'Althing, en tant que candidat du Parti du progrès, l'avait quitté pour siéger comme indépendant, puis a créé le parti Avenir radieux en se basant sur la petite organisation sociale-libertaire Meilleur parti (qui partage les mêmes initiales en islandais, BF). Un autre député, Róbert Marshall, a ensuite quitté l'Alliance pour rejoindre Avenir radieux.
Lors des élections législatives du 27 avril 2013, Avenir radieux obtient six sièges à l'Althing, puis seulement quatre sièges lors des élections de 2016. Cela n'empêche pas le parti d'entrer en janvier 2017 dans le gouvernement de Bjarni Benediktsson, en coalition avec le Parti de l'indépendance et Viðreisn.
Le 15 septembre suivant, Avenir radieux décide de se retirer de la coalition gouvernementale à la suite d'un scandale judiciaire, ce qui finit par provoquer la chute du gouvernement. Des élections législatives anticipées se tiennent le 28 octobre suivant, à l'issue desquelles Avenir radieux, avec seulement 1,2 % des voix, n'obtient aucun siège. Son président, Óttarr Proppé, démissionne à la suite de cette défaite. Le parti n'a plus d'activité depuis 2019.

## Idéologie
Avenir radieux plaide pour l'entrée de l'Islande dans l'Union européenne et dans la zone euro.

## Résultats électoraux

### Législatives: au niveau national
| Élection | Voix   | %   | Sièges | Gouvernement        |
| -------- | ------ | --- | ------ | ------------------- |
| 2013     | 15 583 | 8,5 | 6 / 63 | Opposition          |
| 2016     | 13 578 | 7,2 | 4 / 63 | Jóhannsson          |
| 2017     | 2 394  | 1,2 | 0 / 63 | Extra-parlementaire |

### Législatives: par circonscription
| Année | Nord Ouest | Nord Ouest | Nord Est | Nord Est | Sud | Sud    | Sud Ouest | Sud Ouest | Reykjavik Sud | Reykjavik Sud | Reykjavik Nord | Reykjavik Nord |
| Année | %          | Sièges     | %        | Sièges   | %   | Sièges | %         | Sièges    | %             | Sièges        | %              | Sièges         |
| ----- | ---------- | ---------- | -------- | -------- | --- | ------ | --------- | --------- | ------------- | ------------- | -------------- | -------------- |
| 2013  | 4,6        | 0 / 8      | 4,6      | 1 / 10   | 4,5 | 1 / 10 | 9,2       | 1 / 13    | 10,7          | 2 / 11        | 10,2           | 1 / 11         |
| 2016  | 3,5        | 0 / 8      | 3,4      | 0 / 10   | 5,8 | 0 / 10 | 10,2      | 2 / 13    | 7,2           | 1 / 11        | 7,6            | 1 / 11         |
| 2017  | 0,8        | 0 / 8      | 0,7      | 0 / 10   | 1,0 | 0 / 10 | 1,5       | 0 / 13    | 1,3           | 0 / 11        | 1,4            | 0 / 11         |

## Personnalités du parti

### Présidents
- Guðmundur Steingrímsson (2012-2015)
- Óttarr Proppé (2015-2017)
- Björt Ólafsdóttir (2017-2018)
- Theodora S. Þorsteinsdóttir (2018-2019)

### Élus

#### Membres de l'Althing
- Guðmundur Steingrímsson, député au moment de la fondation du parti en 2012, réélu en 2013, il ne se représente pas en 2016.
- Róbert Marshall, député au moment de la fondation du parti en 2012, réélu en 2013, il ne se représente pas en 2016.
- Björt Ólafsdóttir, née en 1983, députée de 2013 à 2017.
- Óttarr Proppé, conseiller municipal de Reykjavik de 2010 à 2014 et député de 2013 à 2017, il est ministre de la Santé de janvier à novembre 2017.
- Brynhildur Pétursdóttir, députée de 2013 à 2016.
- Páll Valur Björnsson, député de 2013 à 2016.
- Nicole Leigh Mosty, députée de 2016 à 2017.
- Theodóra S. Þorsteinsdóttir, députée de 2016 à 2017.

#### Autres
- Jón Gnarr, maire de Reykjavik de 2010 à 2014.
- Heiða Kristín Helgadóttir, ancienne vice-présidente du Meilleur parti, a participé à la création d'Avenir radieux en 2012 mais s'en est éloignée en 2016.